# BolaWrap
Il BolaWrap è un'arma non letale che agisce come strumento di coazione, alla stregua delle manette, che avvolge con una corda in kevlar la persona indicata dal laser ad una distanza compresa tra i 3 e gli 8 metri; è sviluppato da un'azienda di Las Vegas chiamata Wrap Technologies ed è stato inizialmente sperimentato da alcuni agenti di Los Angeles.
Il motivo per cui è stato creato il BolaWrap è che il taser ha numerosi problemi di sicurezza tanto che può potenzialmente uccidere anche persone con problemi cardiaci o altri tipi di problemi. Inoltre è considerato strumento di tortura dall'ONU e da Amnesty International.

## Modelli

### BolaWrap 100
Nel 2021 ci sono già stati alcuni agenti che hanno fermato persone sospette solo con l'utilizzo del Bolawrap 100, quando si inserisce la cartuccia e viene sparato il lazo il dispositivo emetterà un suono simile a quello di una pallottola sparata da un'arma letale, tutti i vari tipi di quest'arma riproducono lo stesso rumore.
Il BolaWrap 100 ha all'estremità dei cavi due ancorette che si attaccano agli indumenti e più il sospetto si muove più la corda si stringe grazie ai due ganci. Nel caso in cui l'ancoretta dovesse attingere la pelle della persona si otterrà un leggero graffio superficiale.

### BolaWrap 150
Da ottobre 2021 il modello 100 è stato sostituito da un più innovativo dispositivo denominato BolaWrap 150 il quale non utilizza più una carica a salve per l'espulsione del cavo, ma due micro-cariche a gas. Inoltre il dispositivo è completamente elettronico, più leggero ed è stato corredato da un laser verde orizzontale multi-dot unito a due luci bianche a LED nella parte frontale posizionati sopra al vano porta ricarica.
Tutt'oggi ci sono molti paesi a fare uso di questo dispositivo e si stanno addestrando anche altri corpi di polizia di vari stati, come l'Italia.